# Isleta Village Proper
Isleta Village Proper è un census-designated place (CDP) degli Stati Uniti d'America della contea di Bernalillo nello Stato del Nuovo Messico. La popolazione era di 491 abitanti al censimento del 2010. Fa parte dell'area metropolitana di Albuquerque.

## Geografia fisica
Isleta Village Proper è situata a 34°54′28″N 106°41′35″W (34.907901, -106.693176).
Secondo lo United States Census Bureau, il CDP ha una superficie totale di 0,69 km², dei quali 0,69 km² di territorio e 0 km² di acque interne (0% del totale).

## Società

### Evoluzione demografica
Secondo il censimento del 2010, la popolazione era di 491 abitanti.

### Etnie e minoranze straniere
Secondo il censimento del 2010, la composizione etnica del CDP era formata dall'1,63% di bianchi, lo 0% di afroamericani, il 95,11% di nativi americani, lo 0% di asiatici, lo 0% di oceanici, l'1,02% di altre razze, e il 2,24% di due o più etnie. Ispanici o latinos di qualunque razza erano il 7,94% della popolazione.